# Margarita Malharro de Torres
Margarita Aurora Malharro de Torres (Bell Ville, 21 de mayo de 1921-Godoy Cruz, 19 de diciembre de 1994) fue una profesora, activista y política argentina, integrante de la Unión Cívica Radical, que se desempeñó como senadora nacional por la provincia de Mendoza entre 1983 y 1992.
Fue fundadora y promotora del Movimiento de Renovación y Cambio en 1972, junto a Raúl Alfonsín, Hipólito Solari Yrigoyen y otros referentes radicales. En el Senado, fue autora del proyecto original de la Ley 24.012 de cupo femenino, sancionada en 1991.

## Biografía

### Primeros años y carrera temprana
Nació el 21 de mayo de 1921 en Bell Ville (provincia de Córdoba). Vivió desde su adolescencia en la ciudad de Buenos Aires, donde estudió profesorado en letras, obteniendo el título en 1938. En 1946 se casó con Emiliano Martín Torres y se radicó en Godoy Cruz (provincia de Mendoza).
Ejerció la docencia en escuelas de la ciudad y colaboró en la reedición de obras de Domingo Faustino Sarmiento, su referente intelectual. En 1956 se convirtió en la primera directora del Escuela Superior del Magisterio de la provincia de Mendoza. A lo largo de su carrera, en Mendoza contribuyó a la creación de escuelas, institutos terciarios y facultades como la de Derecho y de Odontología de la Universidad Nacional de Cuyo.

### Carrera política
Comenzó a militar desde joven en la Unión Cívica Radical (UCR), y entre 1957 y 1972, integró la Unión Cívica Radical del Pueblo (UCRP). Ese último año formó parte de la constitución del Movimiento de Renovación y Cambio encabezado por Raúl Alfonsín. Fue miembro del comité de la UCR de Mendoza y secretaria de la Convención Nacional del partido.
El 1 de junio de 1960, asumió como senadora provincial por la UCRP, transformándose así en la sexta mujer senadora provincial de la historia de Mendoza y la primera radical en ocupar ese cargo electivo. Su mandato se interrumpió en 1962 por el derrocamiento de Arturo Frondizi. Entre 1963 y 1965 fue concejala del Departamento Godoy Cruz por la UCRP.
En 1983 asumió como senadora nacional por Mendoza, con mandato de nueve años hasta 1992. Allí fue presidenta de la Comisión de Educación durante el gobierno de Alfonsín, donde tuvo un rol importante en la sanción de la ley que organizó el II Congreso Pedagógico Nacional. Además integró la comisión de Asistencia Social y Salud Pública como vocal.
Interesada en los derechos y la participación de las mujeres en política, conformó la Multipartidaria de Mujeres Políticas de Mendoza. El 6 de noviembre de 1989 presentó en el Senado un proyecto de ley que fue aprobado en 1991, con el número 24.012 (conocida como ley de cupo femenino), que estableció un porcentaje como mínimo, del 30% de mujeres en las listas de candidatos. A partir de entonces comenzó a aumentar el número de legisladoras en el Congreso de la Nación. En el Senado la ley se reglamentaría para las elecciones de 2001, las primeras con voto directo de senadores.

### Fallecimiento
Falleció el 19 de diciembre de 1994 a los 73 años. Su velatorio se realizó en el Salón Rojo de la Legislatura Provincial, al que asistió numeroso público, vecinos, referentes de la educación, la cultura y la política tanto de Mendoza como de la Argentina. Sus restos descansan en el cementerio de la Capital mendocina.

## Homenajes y reconocimientos
A modo de homenaje, un parque en Godoy Cruz, una plaza en la ciudad de Mendoza y una calle de Paraná (Entre Ríos), además de otros espacios y escuelas que llevan su nombre. En 2001 fue elegida como una de «las mujeres del siglo XX» por la Legislatura de la Ciudad Autónoma de Buenos Aires.